# SV Preußen 06 Ratibor
SV Preußen 06 Ratibor was een Duitse voetbalclub uit Ratibor, dat tegenwoordig het Poolse Racibórz is.

## Geschiedenis
De club werd in 1906 opgericht als FC Preußen 06 Ratibor. Vanaf 1907 speelde de club in de Opper-Silezische competitie, een onderdeel van de Duitse voetbalbond. In 1910 werd de club groepswinnaar van de Gau Ratibor en plaatste zich voor de eindronde om de titel waar ze met 4-2 verloren van SV Britannia Beuthen. In 1911/12 werd de competitie herleid naar zes clubs en ging Preußen in de tweede klasse spelen. Pas na de Eerste Wereldoorlog speelde de club weer in de hoogste klasse. In 1921 werd de club groepswinnaar en nam deel aan de eindronde, die voor het eerst in groepsfase gespeeld werd en waar de club derde werd, de clubnaam wijzigde ook van FC Preußen naar SV Preußen. In 1925 plaatste de club zich opnieuw en werd nu vierde. Nadat de competitie in 1925 al naar twee reeksen herleid werd werd deze in 1926 naar één reeks herleid, door de derde plaats was de club hier wel voor gekwalificeerd, in tegenstelling tot stadsrivaal SpVgg Ratibor 03. Na een voorlaatste plaats in 1927 werd de club laatste in 1928 en moest een play-off spelen voor het behoud tegen SpVgg Beuthen en kon deze winnen. Twee jaar later werd de club opnieuw laatste en moest het in de play-off nu opnemen tegen SpVgg Ratibor. Na een 0-1 nederlaag won de club met 2-4, waardoor er een derde wedstrijd gespeeld werd die de club ook met 0-1 verloor waardoor ze degradeerden. 
In 1933 won de club in de finale tegen SV Delbrückschächte Hindenburg de titel in de 2. Bezirksliga. Na dit seizoen werd de competitie grondig geherstructureerd. De NSDAP kwam aan de macht en de Zuidoost-Duitse voetbalbond en alle competities verdwenen. De Gauliga Schlesien kwam als vervanger waarvoor zich slechts vier clubs uit Opper-Silezië plaatsten. Als kampioen van de tweede klasse plaatste de club zich wel voor de Bezirksliga Oberschlesien, die nu de nieuwe tweede klasse werd. 
De club eindigde twee keer op een derde plaats en eindigde verder in de middenmoot. Na een vijfde plaats in 1939 brak de Tweede Wereldoorlog uit. SpVgg Ratibor trok zich terug uit de competitie. Ook Preußen kampte met een tekort aan spelers en stelde voor om te fuseren maar op dit verzoek ging SpVgg niet in waardoor ook Preußen zich uit de competitie moest terugtrekken. 
Na het einde van de oorlog werd Ratibor een Poolse stad. De Duitsers werden verdreven en alle Duitse voetbalclubs werden ontbonden. 